# Ростбиф Жирарди

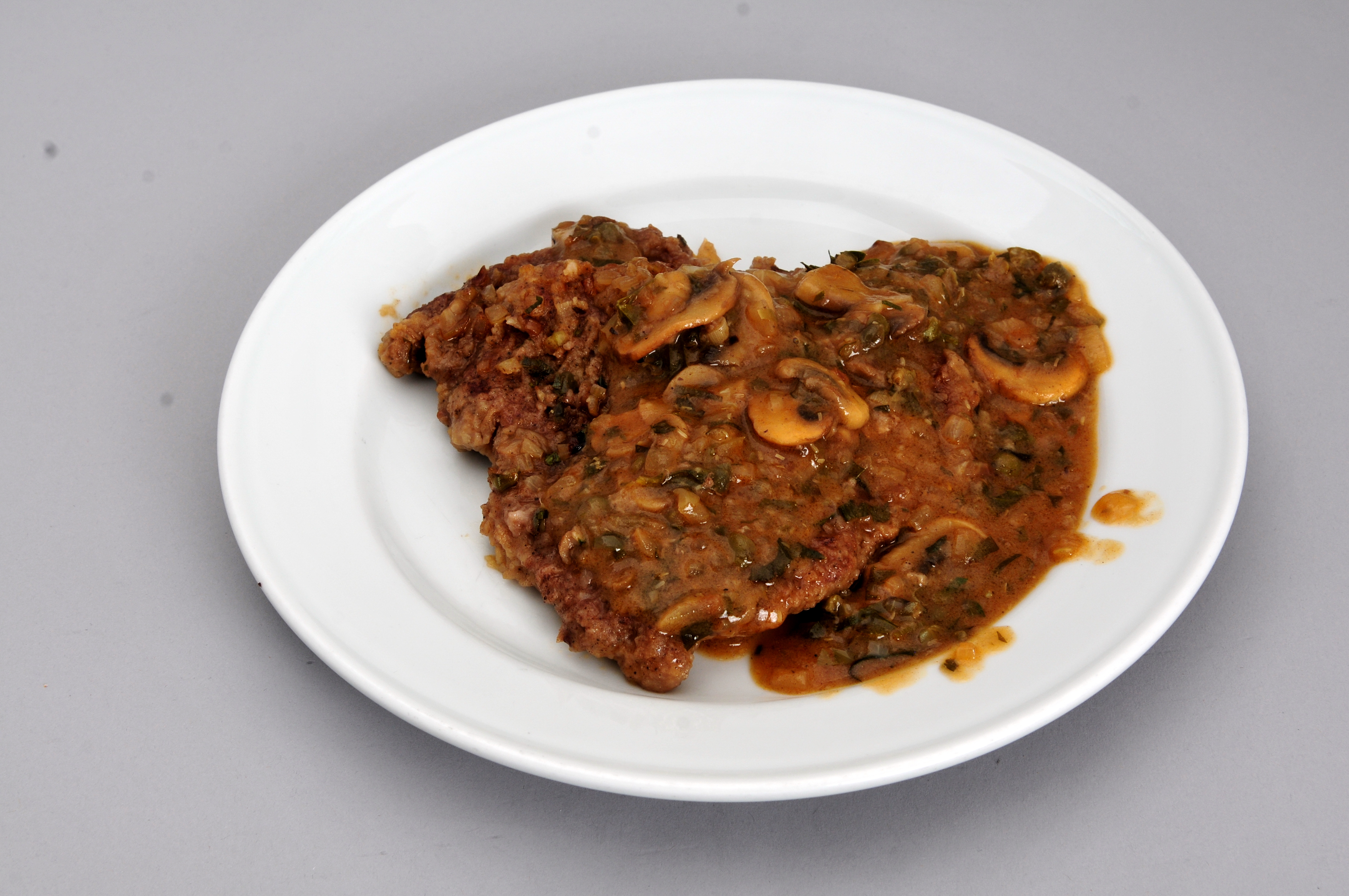
Ростбиф Жирарди

Ростбиф Жира́рди (нем. Girardirostbraten) — блюдо австрийской кухни, ростбиф с салом и шампиньонами. Получил название в честь австрийского актёра Александра Жирарди, который, как считается, не признавал говядину.
По легенде, на своей вилле в Ишле австрийская актриса Катарина Шратт, поддерживавшая дружбу с императором Францем Иосифом, всегда держала в запасе говядину на случай приезда императора, который, как известно, не признавал свинины. Однажды в гости к Шратт неожиданно заехал её коллега Александр Жирарди. Кухарке Катарины Шратт удалось ловко скрыть обман разными дополнительными ингредиентами.
По рецепту ростбиф Жирарди сначала быстро обжаривают, а затем доводят до готовности в духовке. В сковороде после обжарки ростбифа обжаривают сало, репчатый лук и шампиньоны, заправляют вином и приправляют каперсами и лимонной цедрой. Для соуса сливки смешивают с мукой и добавляют горчицу и петрушку. Ростбиф Жирарди сервируют с хлебными клёцками или жареным картофелем.
Ростбиф Жирарди было одним из любимых блюд на ужин у Густава Климта.